# Prättigauer und Herrschäftler
Der Prättigauer und Herrschäftler (oft abgekürzt «P&H») ist eine unabhängige Regionalzeitung im Kanton Graubünden. Sein Verbreitungsgebiet erstreckt sich über das Prättigau und die Bündner Herrschaft. Die Zeitung erscheint mittwochs und samstags und hat eine Auflage von 3'678 Exemplaren. 14 Mal pro Jahr wird eine Grossauflage mit einer Auflage von 7'500 Exemplaren verteilt.
Seit Mai 2023 befindet sich der Redaktionssitz und die Druckerei in Landquart. Herausgeberin ist die Druckerei Landquart AG.
Erstmals erschien die Zeitung am 21. September 1901, damals noch unter dem Titel Prättigauer Zeitung.

## Online-Zeitung
Seit 2008 betreibt der Prättigauer und Herrschäftler mit vilan24.ch eine eigene Internet-Zeitung, die zusätzlich zum Verbreitungsgebiet der Printzeitung auch über die Region um Sargans berichtet.